# Kulul
Kulul ist der tiefste Punkt in Eritrea. Er liegt in der Verwaltungsregion (Zoba) Semienawi Kayih Bahri.

## Geographie
Kulul ist auch der See Lake Kulul, er liegt im eritreischen Teil der Afar-Senke, nur wenige hundert Meter von der Grenze zu Äthiopien entfernt.